# 柳比梅茨市鎮

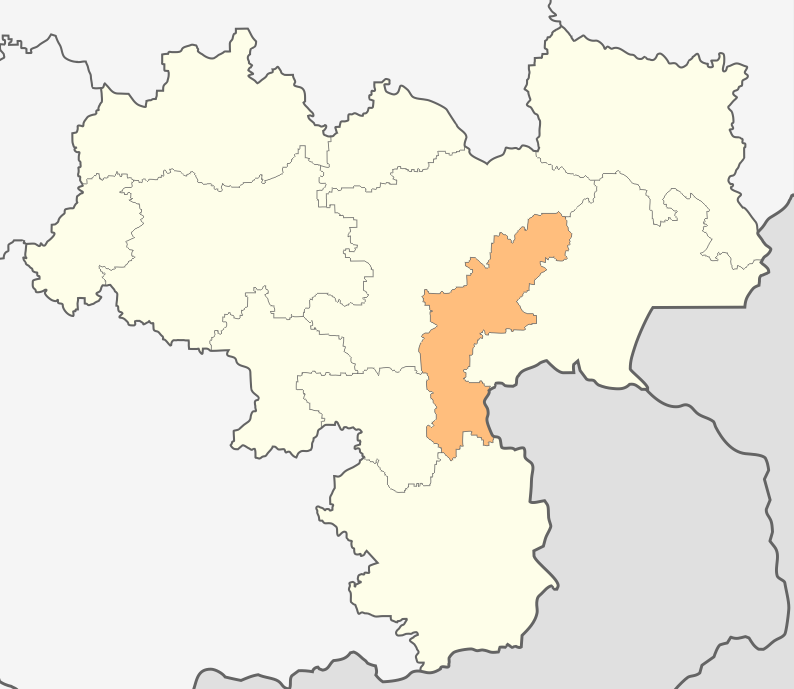

柳比梅茨市，是保加利亞的城鎮，位於該國南部，由哈斯科沃州負責管轄，首府設於柳比梅茨，面積344平方公里，2011年人口10,214，人口密度每平方公里29.7人。
41°50′N 26°5′E / 41.833°N 26.083°E